# Championnat d'Albanie de football 1951
Navigation
Championnat d'Albanie 1950 Championnat d'Albanie 1952
Le Championnat d'Albanie de football de Kategoria Superiore 1951 est la 12e édition de ce championnat.

## Classement
| Rang | Équipe                 | Pts | J  | G  | N | P  | Bp  | Bc  | Diff |
| ---- | ---------------------- | --- | -- | -- | - | -- | --- | --- | ---- |
| 1    | Dinamo Tirana          | 50  | 26 | 24 | 2 | 0  | 108 | 7   | +101 |
| 2    | Partizan Tirana        | 48  | 26 | 24 | 0 | 2  | 136 | 10  | +126 |
| 3    | Puna Tirana            | 35  | 26 | 16 | 3 | 7  | 61  | 45  | +16  |
| 4    | Puna Shkodër           | 34  | 26 | 13 | 8 | 5  | 59  | 23  | +36  |
| 5    | Puna Korçë             | 31  | 26 | 12 | 7 | 7  | 39  | 26  | +13  |
| 6    | Puna Kavajë            | 29  | 26 | 14 | 1 | 11 | 54  | 38  | +16  |
| 7    | Puna Durrës            | 26  | 26 | 10 | 6 | 10 | 41  | 55  | -14  |
| 8    | Puna Elbasan           | 24  | 26 | 10 | 4 | 12 | 30  | 31  | -1   |
| 9    | Puna Berat             | 22  | 26 | 9  | 4 | 13 | 34  | 60  | -26  |
| 10   | Spartaku Shkodër       | 21  | 26 | 7  | 7 | 12 | 29  | 64  | -35  |
| 11   | Puna Vlorë             | 15  | 26 | 6  | 3 | 17 | 20  | 59  | -39  |
| 12   | Puna Gjirokastër       | 13  | 26 | 5  | 3 | 18 | 29  | 73  | -44  |
| 13   | Puna Fier              | 11  | 26 | 4  | 3 | 19 | 18  | 73  | -55  |
| 14   | Spartaku Qyteti Stalin | 5   | 26 | 2  | 1 | 23 | 10  | 104 | -94  |

|  | Champion |
|  | Relégué  |

## Bilan de la saison
| Tableau d'Honneur                 |               |
| Compétition                       | Vainqueur     |
| Championnat d'Albanie de football | Dinamo Tirana |
| Coupe d'Albanie de football       | Dinamo Tirana |

| Promotions et relégations     | |
| Relégués en First Division    | aucun |
| Promus en Kategoria Superiore | Spartaku Korçë Puna Lushnja Puna Lezhë Luftëtari i Shkollës e Oficëreve Enver Hoxha Tiranë Spartaku Pogradec Puna Shijak Dinamo Vlorë |